# Barbara Helbig
Barbara Helbig, även känd som Bärbel Helbig, är en östtysk före detta handbollsspelare. Hon blev världsmästare med Östtyklands damlandslag i handboll  1971.
Barbara Helbig spelade för SC Leipzig i Oberliga, den högsta ligan i Östtyskland. Hon var lagkapten under fyra år. Med Leipzig-klubben vann hon Europacupen två gånger 1966 och 1974 och nådde finalen i Europacupen 1977 . Hon blev ligamästare i DDR flera gånger 1968,1969 och 1970.
Hon spelade för Östtysklands landslag  i världsmästerskapet i handboll för damer 1971 i Nederländerna och blev världsmästare med laget, och bidrog med två mål på fem spelade matcher till framgången för laget. Hon spelade också i VM 1973.